# 丁德文
丁德文（1941年2月7日—），辽宁辽阳人，中国海洋生态-环境科学与工程专家、寒区资源-环境科学与技术专家。1965年毕业于大连理工大学应用物理专业。现任国家海洋局第一海洋研究所研究员、学术委员会主任。1994年当选中国工程院院士。第九、第十届全国人民代表大会辽宁地区代表、大连市第九届市政协委员会副主席。

## 头衔
- 国家海洋局海洋环境保护研究所名誉所长
- 海洋生态环境科学与工程国家海洋局重点实验室主任
- 海洋环境监测污染控制国家海洋局重点实验室学术委员会主任
- 宁波大学生命科学与生物工程学院院长[3]